# Meerkat
Meerkat è stata un'applicazione gratuita di video streaming per iOS e per Android, sviluppata da un team diretto da Ben Rubin, resa disponibile nel marzo 2015. Meerkat interagiva direttamente con gli account Twitter.
Dal 4 ottobre 2016 è inattiva ed è stata sostituita da Houseparty, anch'ella discontinuata nel 2021.